# Skins e Punks = T.N.T.
Skins e Punks = T.N.T. è una compilation prodotta nel 1983 dalla C.A.S. Records, contenente tracce dei gruppi Arrm, Nabat, Rappresaglia e Dioxina.

## Il disco
Skins e Punks = T.N.T. è oggi considerato una delle "fondamentali documentazioni" del primo anarcho punk della seminale scena bolognese.

## Tracce
1. Combatti per la tua pace - Arrm
2. Tu - Arrm
3. Skins e Punks - Nabat
4. Generazione '82 - Nabat
5. Attack! - Rappresaglia
6. Disperazione - Rappresaglia
7. Siamo n'oi!- Dioxina
8. A Franz - Dioxina